# ハンスハインツ・シュネーベルガー
ハンスハインツ・シュネーベルガー（Hansheinz Schneeberger, 1926年10月16日 - 2019年10月23日）は、スイスのヴァイオリン奏者。

## 経歴
ベルン生まれ。地元の音楽院でヴァルター・ケギに学ぶ傍らでルツェルンのカール・フレッシュのところに通い、パリでボリス・カメンスキーにも師事した。1958年から1961年まで北ドイツ放送交響楽団のコンサートマスターを務め、1965年からプラード・カザルス音楽祭に参加した。
1952年にフランク・マルタンのヴァイオリン協奏曲、1958年にバルトークのヴァイオリン協奏曲第1番、1970年にクラウス・フーバーの『テンポーラ』の初演をそれぞれ手掛けた。
1995年にツヴィッカウからロベルト・シューマン賞を贈呈されている。
2019年10月23日、スイス・バーゼルにて死去した。93歳没。